# Scirtes orbicularis
Scirtes orbicularis is een keversoort uit de familie moerasweekschilden (Scirtidae). De wetenschappelijke naam van de soort werd in 1793 gepubliceerd door Georg Wolfgang Franz Panzer.